# Pitomača
Pitomača er en by i distriktet Virovitica-Podravina i regionen Slavonien i Kroatien. Den havde i 2011 en befolkning på 10.059 indbyggere, hvoraf 98.62% var Kroater. I 2021 var befolkningen på	8.402 mennesker.

## Historie
Siden Det Osmanniske Riges ophør og frem til 1918 var Pitomača (navngivet Pitomaca før 1850) var en del af det østrigske monarki (Kongeriget Kroatien-Slavonien efter kompromiset af 1867), i den kroatiske militærgrænse, Warasdin-St. Georgener Regiment N°VI.